# Randschlag (Architektur)
Randschlag (auch Saumschlag, Kantenschlag) bezeichnet in der Steinmetzkunst einen ebenen Streifen entlang der Kanten eines Steinquaders, der bei dessen Zurichtung entsteht.

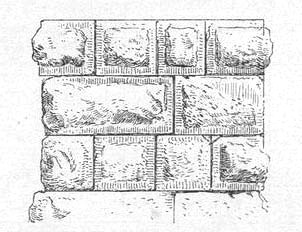
Mauerwerk eines Pfeilers aus Buckelquadern mit Randschlag. Rom, Aqua Marcia, Aquädukt, 144-140 vor Christus.

## Funktion
Das Ziehen der Randschläge ist der erste Schritt bei der steinmetzmäßigen Bearbeitung von Natursteinoberflächen. Von der weiteren Bearbeitung des Spiegels (also der Fläche zwischen den Randschlägen) hängt es ab, welche Funktion die Randschläge erfüllen. Dabei wird zwischen ebenen, erhabenen und eingetieften Spiegeln unterschieden.

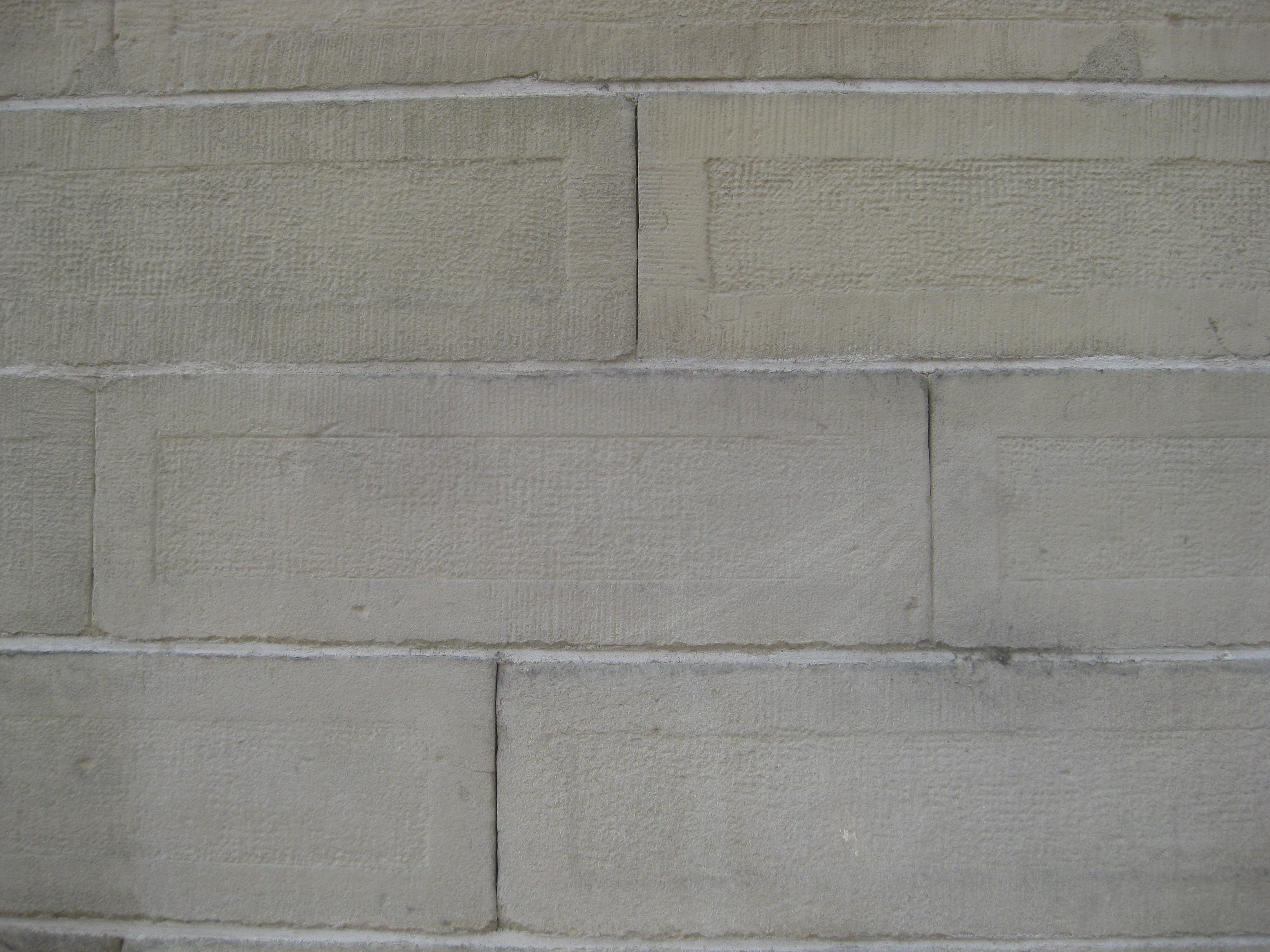
Bild 1. Flachquadermauerwerk mit ebenen Spiegeln und mit sichtbarem Randschlag.
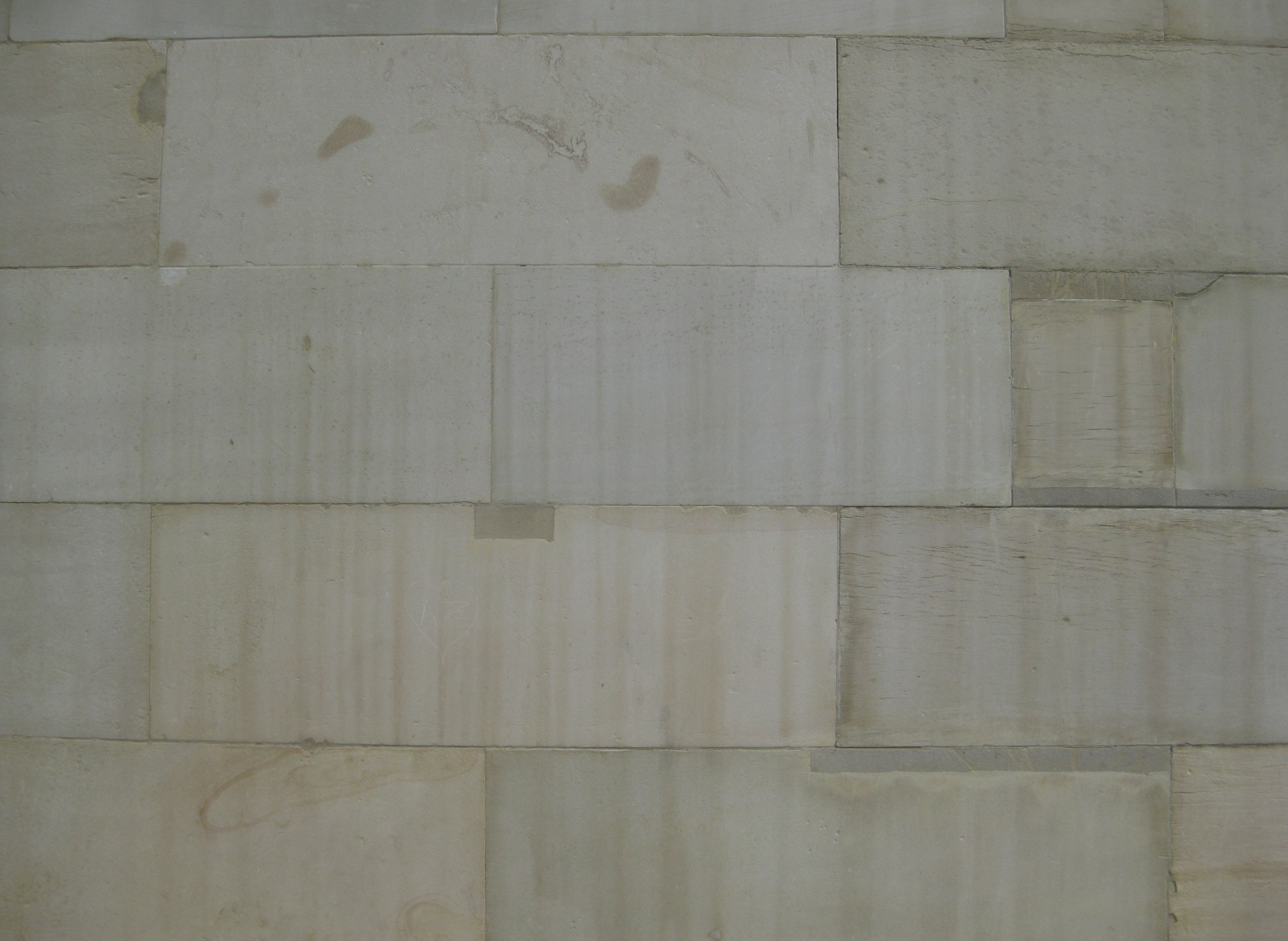
Bild 2. Flachquadermauerwerk mit ebenen Spiegeln und ohne noch sichtbaren Randschlag.
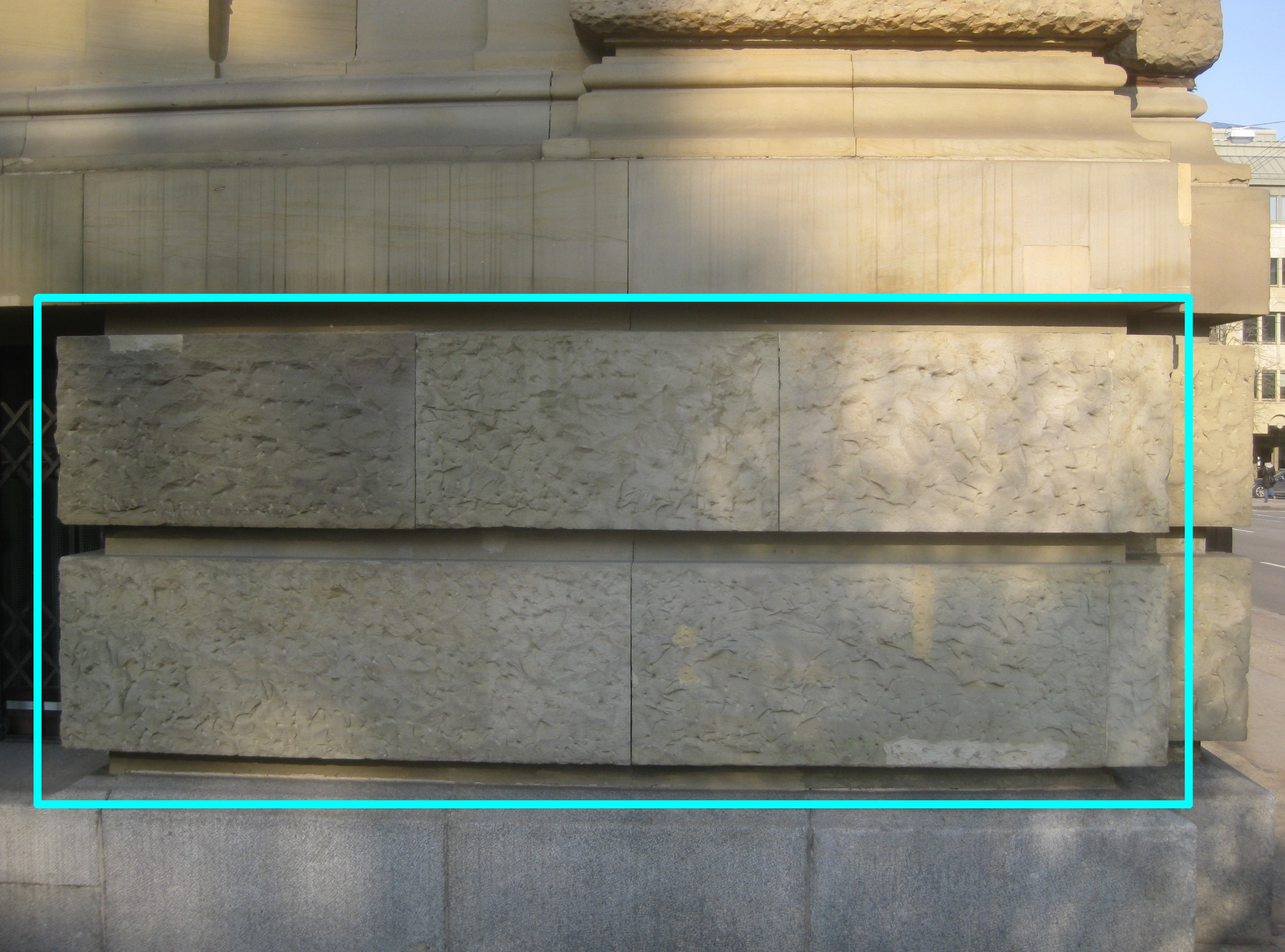
Bild 3. Flachrustika mit erhabenen Spiegeln und waagerechtem Randschlag.
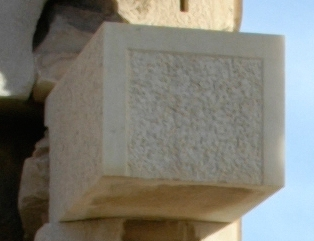
Bild 4. Sonderfall: Steinquader mit eingetieftem Spiegel und Randschlag (Anathyrose).

### Ebene Spiegel
Zur Herstellung ebener Oberflächen wird der überstehende Bossen bis auf die Tiefe der Randschläge herunter abgearbeitet. Die Randschläge erfüllen bei Flachquadermauerwerk eine Hilfsfunktion und bilden zusammen mit dem Spiegel die fertige Oberfläche. Dabei kann der Randschlag sichtbar bleiben (Bild 1) oder wie der Spiegel abgearbeitet werden, so dass er von diesem nicht mehr zu unterschieden ist (Bild 2).

### Erhabene Spiegel
Bei Bossenquadern bleibt der Bossen stehen oder wird zwar abgearbeitet, aber nicht bis zur Tiefe der Randschläge (Bild 3). In diesem Fall erfüllen die Randschläge sowohl eine technische als auch eine ästhetische Funktion:
- Die Randschläge erleichtern das lotrechte Versetzen der Quader, da die Kanten der Randschläge eben sind.
- Wenn nur die Randschläge gezogen werden müssen und der Bossen stehenbleibt oder nur geringfügig verändert wird, wird die Bearbeitungsdauer entsprechend verkürzt.
- Der Mauerwerkverband der Fassaden wird trotz des engen Fugenschlusses an den Lager- und Stoßfugen durch die Randschläge deutlich hervorgehoben, so dass das Zusammenspiel zwischen Fugenbild und Bossen seine ästhetische Wirkung entfalten kann.

### Eingetiefte Spiegel
Das Verfahren der Anathyrose erlaubte es, den Arbeitsaufwand des Steinmetzen bei der Bearbeitung der Lager- und Stoßflächen zu minimieren. Die Bauglieder wurden mit Randschlag  versehen und der Bossen bis unterhalb der Randschlagebene grob abgearbeitet, so dass sich eine Eintiefung ergab, die den Fugenschluss der Randschläge nicht beeinträchtigte (Bild 4). Die Anathyrose wurde nicht nur bei Steinquadern, sondern auch bei der Bearbeitung von Säulentrommeln angewendet.
Die Anathyrose wurde in Ägypten im Alten Reich erfunden. Im antiken Griechenland fand sie weite Verbreitung und wurde auch in der altrömischen Baukunst eingesetzt.
In der Fachliteratur wird der Begriff Randschlag im Zusammenhang mit der Anathyrose nicht verwendet, vielmehr werden Umschreibungen benutzt, z. B. Kontaktfläche, Saum, Anschlussfläche, Randstreifen.

## Randschlaganzahl

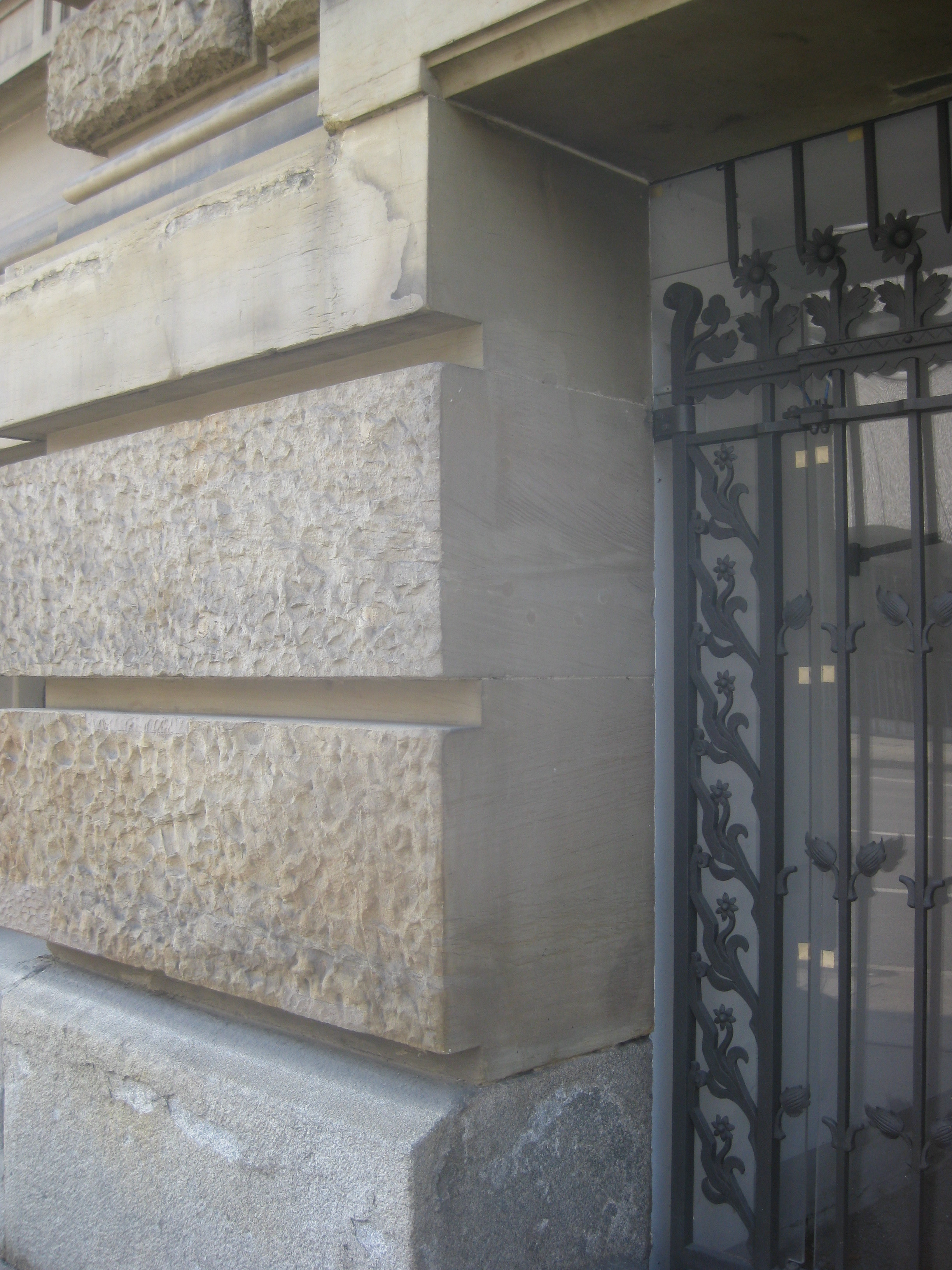
Bild 5. Bandrustika mit 0, 1 und 2 Randschlägen.

Zur Herstellung eines ebenen Spiegels wird die Quaderoberfläche mit einem vierseitig umlaufenden Randschlag versehen.
Bei Quadern mit erhabenem Spiegel (Bossenquadern) kann die Anzahl der Randschläge zwischen 0 und 4 variieren. Bei vierseitigem Randschlag verdoppelt sich der Abstand zwischen zwei Bossen, und der Fugenschluss bleibt sichtbar. Durch zwei- oder einseitige Randschläge können die Stoß- bzw. Lagerfugen so gesetzt werden, dass sie mit der Bossenkante zusammenfallen und dadurch fast unsichtbar sind. Dies ist z. B. erwünscht bei der Herstellung von Bandrustika oder wenn mehrere Quader an den Stoßfugen scheinbar zu einem Quader verbunden werden sollen.
|  | Beispiel: In Bild 5 sieht man über dem Sockelquader drei Steinlagen, die als Bandrustika ausgebildet sind. An den Lagerfugen im Türstock kann man die Verteilung der Randschläge erkennen: - Untere Steinlage: zweiseitiger Randschlag. - Mittlere Steinlage: kein Randschlag. - Obere Steinlage: einseitiger Randschlag. Durch diese Verteilung der Randschläge liegt zwischen zwei Quadern nur ein Randschlag. Dies hat den Vorteil, dass die Mörtelfuge in der Draufsicht unsichtbar bleibt, weil sie nicht zwischen zwei Randschlägen liegt. |

## Randschlagbreite
Die Breite der Randschläge bei Quadersteinen mit ebenem und erhabenem Spiegel variiert zwischen sehr schmal (bis 1,5 cm), mittelbreit (ca. 2,5 cm) und sehr breit (selten mehr als 5 cm). Zahlreiche Einzeldaten zu Randschlagbreiten finden sich bei Friederich 1932 (deutsche und elsässische Kirchen) und bei Eckert 2000, Seite 49–118 (Florentiner Profangebäude ab dem Duecento). Im antiken Griechenland waren die Randschläge bei Quadern ohne Anathyrose zwischen 0,5 und 3 cm breit.
Die Randschläge sind bei gleichartigen Quadern eines Mauerwerks in der Regel gleich breit, es kommen aber auch variable Randschlagbreiten vor. An den Torri dei Galigai z. B. variiert die Randschlagbreite von 1 bis 4 cm, an dem Palazzo dei Cerchi von 0 bis 2 cm und an dem Palazzo da Uzzano von 2 bis 5 cm (alle Gebäude in Florenz).
Bei Baugliedern mit Anathyrose war der Randschlag im antiken Griechenland anfangs 7–10 cm breit, in hellenistischer Zeit 11–20 cm.

## Unechte Randschläge
Die Anwendung neuer Techniken brachte es mit sich, dass „die Randschläge zum Teil ihre funktionelle Bedeutung für das lotrechte Versetzen“ verloren und daher als „stilistisches Element bei der Gestaltung von Verbänden“ dienen konnten. Durch das nachträgliche Herausschlagen senkrechter Kanäle in die Ansichtsfläche wurde der Quader scheinbar in mehrere Quader geteilt. Die meist nicht am Rand geschlagenen Kanäle, die dadurch auch nicht mit den Stoßfugen zusammenfallen, täuschen dem Betrachter Randschläge vor.

## Verfahren
|  |  |  |

Die folgende Beschreibung zeigt eines der gebräuchlichen Verfahren zum manuellen Ziehen von vierseitigen Randschlägen.
- Aufbänken. Der zu bearbeitende Stein wird auf eine Haubank gelegt („aufgebänkt“), so dass die zu bearbeitende Oberfläche waagerecht liegt und nach oben zeigt. In Bild 6 dient ein zweiter Steinquader als Haubank.
- Erster Längsschlag. Unterhalb des tiefsten Punktes der Oberfläche wird an einer Seite des Steins ein Richtscheit angelegt. Mit einer scharfen Kante des Schlageisens wird entlang des Richtscheit eine waagerechte Linie angerissen. Oberhalb dieser Linie wird mit dem Schlageisen eine ebene Bahn (Bild 6a) gezogen. Die Ebenheit dieses Randschlags wird mit dem Richtscheit überprüft und so lange korrigiert, bis das Richtscheit vollkommen eben aufliegt.
- Erster Querschlag. In der Ebene des ersten Längsschlags wird nun rechtwinklig ein Querschlag gezogen (Bild 6b).
- Einvisieren.[16] Damit der zweite Querschlag am andern Ende des Steins mit den beiden ersten Schlägen in eine Ebene zu liegen kommt, muss der Stein einvisiert werden (Bild 6c, Bild 7). Dies geschieht mit Hilfe zweier Richtscheite. Das eine wird hochkant auf den fertigen Querschlag gelegt; das andere wird an der gegenüberliegenden Seite an den Stein gehalten, so dass seine Unterkante mit dem Ende des Längsschlags zusammenfällt. Durch Senken und Heben dieses Richtscheits am freien Ende wird es nun so eingestellt, dass beim Einvisieren die Oberkanten beider Richtscheite zusammenfallen. Stimmt dies, so wird an der noch unbearbeiteten Ecke des Steins der vierte Eckpunkt markiert.[17]
- Übrige Randschläge. Nun wird analog den ersten Schlägen der zweite Querschlag und dann der zweite Längsschlag gezogen und die Werksteinoberflächen mit Spitzhammer und Steinbeil, genannt Fläche, vollzogen.

## Übersetzungen
| Sprache     | Wortformen                                       |
| Deutsch     | der Randschlag, der Saumschlag, der Kantenschlag |
| Englisch    | chisel-draft, recessed margin                    |
| Französisch | ciselure, refend                                 |
| Italienisch | bordo del concio                                 |
| Spanisch    | corte del borde                                  |

## Wortverwendung
Das Wort Randschlag bezeichnet:
- den Schlag entlang des Randes eines Steinquaders
- und im übertragenen Sinn das Ergebnis dieser Tätigkeit.

### Neue Literatur
- Dieter Arnold: Building in Egypt, New York 1991, Seite 123.
- Anja Eckert: Die Rustika in Florenz : mittelalterliche Mauerwerks- und Steinbearbeitungstechniken in der Toskana, Braubach 2000, besonders Seite 44–45.
- Dorothee Elias: Arbeiten einer Stele aus Muschelkalk: Vom Entwurf bis zur Bestimmung, Mönchengladbach ohne Jahr, nur online.
- Reiner Flassig: Historische Steinbearbeitung, Seite 310 ff. In: Bildungszentrum für das Steinmetz- und Bildhauerhandwerk (Hrsg.), Steinmetzpraxis, Das Handbuch für die tägliche Arbeit mit Naturstein, 2. überarbeitete Auflage, Ebner Verlag, Ulm 1994. ISBN 3-87188-138-4.
- Robert Habermayer: Mauerwerkstechnik und Steinbearbeitung der romanischen Zeit im ehemaligen Bistum Minden, Hannover 1983, Seite 77–80, 85.
- Dorothea Hochkirchen: Mittelalterliche Steinbearbeitung und die unfertigen Kapitelle des Speyerer Domes, Köln 1990, Seite 34–39.
- Christoph Höcker: Metzler Lexikon antiker Architektur : Sachen und Begriffe, Stuttgart 2008, Stichwörter „Anathyrose“ und „Randschlag“.
- Hans Koepf, Günther Binding: Bildwörterbuch der Architektur. Mit englischem, französischem, italienischem und spanischem Fachglossar (= Kröners Taschenausgabe. Bd. 194). 4., überarbeitete Auflage. Kröner, Stuttgart 2005, ISBN 3-520-19404-X (Digitalisat auf moodle.unifr.ch, abgerufen am 25. Dezember 2023), S. 383.
- Werner Müller (Text); Gunther Vogel (Tafeln): dtv-Atlas zur Baukunst, Band 1: Allgemeiner Teil : Baugeschichte von Mesopotamien bis Byzanz, München 2005.
- Wolfgang Müller-Wiener: Griechisches Bauwesen in der Antike, München 1988, Seite 75–76, 90 (Anathyrose), 78 (Randschlag).
- NN: Kleines Wörterbuch der Architektur, Stuttgart 1995, Stichwörter „Anathyrose“ und „Randschlag“.
- Wolfgang Rudolph: Steine klopfen für den Hausgebrauch : Auf dem sächsischen Schloss Trebsen erhalten Interessierte Einblicke in die Geheimnisse der Steinmetzkunst. In: Bauernzeitung vom 7. August 2009, Seite 68–69.
- Fritz Scheidegger: Aus der Geschichte der Bautechnik, Band 1: Grundlagen, Basel 1994, Seite 157 (Google-Buch).
- Michael Senn: Das Werkstatt-Orange-Fachbegriffslexikon (7–10): Randschlag I-IV. In: Campos: Zeitung für Landschaftsgärtner 2008, Heft 11, bis 2009, Heft 2,  (PDF; 132 kB),  (PDF; 129 kB),  (PDF; 121 kB),  (PDF; 127 kB).
- Peter Völkle: Werkplanung und Steinbearbeitung im Mittelalter. Ebner Verlag, Ulm 2016. ISBN 978-3-87188-258-6.

### Ältere Literatur
- Albert Burrer: Der Steinmetz an der Arbeit, Stuttgart 1911, Seite 7–8.
- Joseph Claudel; L. Laroque: Pratique de l’art de construire, Paris 1859, Seite 287–288 (Google-Buch).
- Josef Durm: Handbuch der Architektur, Teil 2: Die Baustile. Historische und technische Entwicklung, Band 2: Die Baukunst der Etrusker. Die Baukunst der Römer,  Darmstadt 1885, Seite 128–130 (Digitalisat).
- Karl Friedrich: Die Steinbearbeitung in ihrer Entwicklung vom 11. bis zum 18. Jahrhundert, Augsburg 1932, Nachdruck Ulm 1988, Seite 26, 36–37 und passim.
- Theodor Krauth, Franz Sales Meyer (Herausgeber): Die Bau- und Kunstarbeiten des Steinhauers, Band 1: Text, E. A. Seemann, Leipzig 1896, Seite 185–188, 205–206 (Google-Buch).
- Theodor Krauth, Franz Sales Meyer (Herausgeber): Die Bau- und Kunstarbeiten des Steinhauers, Band 2: Tafeln, E. A. Seemann, Leipzig 1896, Tafel 1.
- William Dwight Whitney (Herausgeber); Benjamin Eli Smith (Herausgeber): The Century Dictionary, Band 2, New York 1911, Seite 968 online.
- Leo von Willmann: Werksteinbearbeitung. In: Otto Lueger (Herausgeber): Lexikon der gesamten Technik und ihrer Hilfswissenschaften, Band 8, Stuttgart 1904, Seite 917–918 (online).
- Ludwig Friedrich Wolfram: Vollständiges Lehrbuch der gesammten Baukunst, Band 1: Lehre von den Baustoffen, Stuttgart 1833, Seite 175 (Google-Buch, Tafel VII Google-Buch).